# Japán az 1998. évi téli olimpiai játékokon
Japán a Naganóban megrendezett 1998. évi téli olimpiai játékok házigazda nemzeteként vett részt a versenyeken. Az országot az olimpián 14 sportágban 156 sportoló képviselte, akik összesen 10 érmet szereztek.

## Érmesek
| Érem  | Versenyző                                                     | Sportág                    | Versenyszám        |
| ----- | ------------------------------------------------------------- | -------------------------- | ------------------ |
| Arany | Simizu Hirojaszu                                              | Gyorskorcsolya             | Férfi 500 m        |
| Arany | Nisitani Takafumi                                             | Rövidpályás gyorskorcsolya | Férfi 500 m        |
| Arany | Szatoja Tae                                                   | Síakrobatika               | Női mogul          |
| Arany | Funaki Kazujosi                                               | Síugrás                    | Egyéni, nagysánc   |
| Arany | Okabe Takanobu Szaitó Hiroja Harada Maszahiko Funaki Kazujosi | Síugrás                    | Csapat             |
| Ezüst | Funaki Kazujosi                                               | Síugrás                    | Egyéni, normálsánc |
| Bronz | Simizu Hirojaszu                                              | Gyorskorcsolya             | Férfi 1000 m       |
| Bronz | Okazaki Tomomi                                                | Gyorskorcsolya             | Női 500 m          |
| Bronz | Uemacu Hitosi                                                 | Rövidpályás gyorskorcsolya | Férfi 500 m        |
| Bronz | Harada Maszahiko                                              | Síugrás                    | Egyéni, nagysánc   |

## Alpesisí
Férfi
| Versenyző          | Versenyszám            | 1. futam      | 1. futam      | 2. futam | 2. futam | Összesítés    | Összesítés    |
| Versenyző          | Versenyszám            | Idő           | Hely.         | Idő      | Hely.    | Idő           | Helyezés      |
| ------------------ | ---------------------- | ------------- | ------------- | -------- | -------- | ------------- | ------------- |
| Hiraszava Gaku     | Műlesiklás             | 57,74         | 24.           | 57,50    | 20.      | 1:55,24       | 20.           |
| Isioka Takuja      | Műlesiklás             | 58,85         | 28.           | 56,84    | 17.      | 1:55,69       | 21.           |
| Isioka Takuja      | Óriás-műlesiklás       | 1:26,16       | 38.           | 1:23,35  | 30.      | 2:49,51       | 29.*          |
| Kimura Kiminobu    | Műlesiklás             | 56,53         | 10.           | 55,62    | 12.**    | 1:52,15       | 13.           |
| Kimura Kiminobu    | Óriás-műlesiklás       | 1:25,02       | 30.           | 1:21,33  | 23.      | 2:46,35       | 25.           |
| Minagava Kentaró   | Műlesiklás             | nem ért célba | nem ért célba | kiesett  | kiesett  | kiesett       | kiesett       |
| Minagava Kentaró   | Óriás-műlesiklás       | nem ért célba | nem ért célba | kiesett  | kiesett  | kiesett       | kiesett       |
| Takisita Jaszujuki | Lesiklás               |               |               |          |          | nem ért célba | nem ért célba |
| Takisita Jaszujuki | Szuperóriás-műlesiklás |               |               |          |          | 1:38,39       | 27.           |
| Tomii Cujosi       | Lesiklás               |               |               |          |          | 1:52,62       | 17.           |
| Tomii Cujosi       | Szuperóriás-műlesiklás |               |               |          |          | 1:37,86       | 24.           |

| Versenyző          | Versenyszám | Műlesiklás    | Műlesiklás    | Műlesiklás | Műlesiklás | Műlesiklás | Műlesiklás | Lesiklás | Lesiklás | Összesítés | Összesítés |
| Versenyző          | Versenyszám | 1. futam      | 1. futam      | 2. futam   | 2. futam   | Össz.      | Össz.      | Lesiklás | Lesiklás | Összesítés | Összesítés |
| Versenyző          | Versenyszám | Idő           | Hely.         | Idő        | Hely.      | Idő        | Hely.      | Idő      | Hely.    | Idő        | Helyezés   |
| ------------------ | ----------- | ------------- | ------------- | ---------- | ---------- | ---------- | ---------- | -------- | -------- | ---------- | ---------- |
| Takisita Jaszujuki | Összetett   | nem ért célba | nem ért célba | kiesett    | kiesett    | kiesett    | kiesett    | kiesett  | kiesett  | kiesett    | kiesett    |

Női
| Versenyző        | Versenyszám            | 1. futam      | 1. futam      | 2. futam | 2. futam | Összesítés | Összesítés |
| Versenyző        | Versenyszám            | Idő           | Hely.         | Idő      | Hely.    | Idő        | Helyezés   |
| ---------------- | ---------------------- | ------------- | ------------- | -------- | -------- | ---------- | ---------- |
| Hiroi Norijo     | Műlesiklás             | kizárták      | kizárták      | kiesett  | kiesett  | kiesett    | kiesett    |
| Hiroi Norijo     | Óriás-műlesiklás       | nem ért célba | nem ért célba | kiesett  | kiesett  | kiesett    | kiesett    |
| Ikeda Kazuko     | Műlesiklás             | 47,88         | 20.           | 49,41    | 19.      | 1:37,29    | 17.        |
| Ikeda Kazuko     | Óriás-műlesiklás       | 1:23,06       | 23.           | 1:37,65  | 28.      | 3:00,71    | 25.        |
| Jamakava Dzsunko | Műlesiklás             | 48,76         | 30.           | 49,34    | 18.      | 1:38,10    | 20.        |
| Jamakava Dzsunko | Óriás-műlesiklás       | 1:24,93       | 28.           | 1:39,02  | 30.      | 3:03,95    | 29.        |
| Kasivagi Kumiko  | Műlesiklás             | 49,63         | 32.           | 50,83    | 24.      | 1:40,46    | 24.        |
| Kasivagi Kumiko  | Óriás-műlesiklás       | 1:26,33       | 31.           | 1:35,58  | 18.      | 3:01,91    | 27.        |
| Kasivagi Kumiko  | Szuperóriás-műlesiklás |               |               |          |          | 1:21,89    | 36.        |

| Versenyző        | Versenyszám | Lesiklás | Lesiklás | Műlesiklás | Műlesiklás | Műlesiklás | Műlesiklás | Műlesiklás | Műlesiklás | Összesítés | Összesítés |
| Versenyző        | Versenyszám | Lesiklás | Lesiklás | 1. futam   | 1. futam   | 2. futam   | 2. futam   | Össz.      | Össz.      | Összesítés | Összesítés |
| Versenyző        | Versenyszám | Idő      | Hely.    | Idő        | Hely.      | Idő        | Hely.      | Idő        | Hely.      | Idő        | Helyezés   |
| ---------------- | ----------- | -------- | -------- | ---------- | ---------- | ---------- | ---------- | ---------- | ---------- | ---------- | ---------- |
| Jamakava Dzsunko | Összetett   | 1:34,98  | 24.      | 38,24      | 12.        | 37,14      | 13.        | 1:15,38    | 12.        | 2:50,36    | 16.        |

* - egy másik versenyzővel azonos eredményt ért el

** - két másik versenyzővel azonos eredményt ért el

## Biatlon
Férfi
| Versenyző                                                | Versenyszám      | Lövőhiba    | Időeredmény | Helyezés |
| -------------------------------------------------------- | ---------------- | ----------- | ----------- | -------- |
| Kazama Acusi                                             | 10 km sprint     | 6 (2+4)     | 31:41,2     | 61.      |
| Kazama Acusi                                             | 20 km egyéni     | 4 (1+1+1+1) | 1:02:23,5   | 45.      |
| Meguro Hironao                                           | 20 km egyéni     | 2 (1+0+1+0) | 1:00:38,2   | 28.      |
| Szekija Súicsi                                           | 10 km sprint     | 3 (3+0)     | 30:33,4     | 43.*     |
| Szuga Kjódzsi                                            | 10 km sprint     | 2 (0+2)     | 29:19,4     | 18.*     |
| Szuga Kjódzsi                                            | 20 km egyéni     | 2 (1+0+0+1) | 59:15,6     | 14.      |
| Szuga Kjódzsi Meguro Hironao Szekija Súicsi Kazama Acusi | 4 × 7,5 km váltó | 4+18        | 1:27:55,7   | 15.      |

Női
| Versenyző                                                      | Versenyszám      | Lövőhiba    | Időeredmény | Helyezés |
| -------------------------------------------------------------- | ---------------- | ----------- | ----------- | -------- |
| Szeino-Szuga Hiromi                                            | 7,5 km sprint    | 4 (4+0)     | 26:13,5     | 53.      |
| Szeino-Szuga Hiromi                                            | 15 km egyéni     | 7 (3+0+2+2) | 1:01:21,9   | 37.      |
| Sindó-Honma Mami                                               | 15 km egyéni     | 4 (0+0+0+4) | 59:59,3     | 29.      |
| Takahasi Rjóko                                                 | 7,5 km sprint    | 5 (2+3)     | 26:34,2     | 55.      |
| Takahasi Rjóko                                                 | 15 km egyéni     | 3 (1+0+1+1) | 56:17,4     | 6.       |
| Takeda Mie                                                     | 7,5 km sprint    | 6 (4+2)     | 28:10,1     | 61.      |
| Sindó-Honma Mami Szeino-Szuga Hiromi Takeda Mie Takahasi Rjóko | 4 × 7,5 km váltó | 1+15        | 1:46:23,0   | 14.      |

* - egy másik versenyzővel azonos eredményt ért el

## Bob
| Versenyző                                                | Versenyszám | 1. futam | 1. futam | 2. futam | 2. futam | 3. futam | 3. futam | 4. futam | 4. futam | Összesítés | Összesítés |
| Versenyző                                                | Versenyszám | Idő      | Hely.    | Idő      | Hely.    | Idő      | Hely.    | Idő      | Hely.    | Idő        | Helyezés   |
| -------------------------------------------------------- | ----------- | -------- | -------- | -------- | -------- | -------- | -------- | -------- | -------- | ---------- | ---------- |
| Takevaki Naomi Óisi Hiroaki                              | Kettes      | 55,31    | 17.      | 55,24    | 20.      | 55,20    | 20.      | 54,96    | 16.      | 3:40,71    | 17.        |
| Szuzuki Hirosi Inoue Maszanori                           | Kettes      | 55,47    | 20.*     | 55,10    | 16.      | 55,19    | 19.      | 55,04    | 19.      | 3:40,80    | 19.        |
| Takevaki Naomi Óisi Hiroaki Óhori Takasi Inoue Maszanori | Négyes      | 53,73    | 14.      | 53,87    | 18.      | 53,95    | 15.      |          |          | 2:41,55    | 15.        |
| Vakita Tosio Nakamura Jaszuo Onoda Tosija Aoto Sindzsi   | Négyes      | 54,02    | 19.      | 53,66    | 11.      | 54,28    | 16.      |          |          | 2:41,96    | 16.        |

* - egy másik csapattal azonos eredményt ért el

## Curling

### Férfi
- Curuga Makoto
- Szató Hirosi
- Ómija Josijuki
- Kudó Hirofumi(wd)
- Nakamine Hiszaki

#### Eredmények
Csoportkör
| Nemzet           | Szkip             | Gy | V |
| ---------------- | ----------------- | -- | - |
| Kanada           | Mike Harris       | 6  | 1 |
| Norvégia         | Eigil Ramsfjell   | 5  | 2 |
| Svájc            | Patrick Hürlimann | 5  | 2 |
| Egyesült Államok | Tim Somerville    | 3  | 4 |
| Japán            | Curuga Makoto     | 3  | 4 |
| Svédország       | Peja Lindholm     | 3  | 4 |
| Nagy-Britannia   | Douglas Dryburgh  | 2  | 5 |
| Németország      | Andy Kapp         | 1  | 6 |

- február 9., 14:00

| Sheet C            | Sheet C         | 1 | 2 | 3 | 4 | 5 | 6 | 7 | 8 | 9 | 10 | VE |
| 1. end utolsó köve | Kanada (Harris) | 2 | 0 | 1 | 0 | 1 | 0 | 0 | 2 | 1 | X  | 7  |
|                    | Japán (Curuga)  | 0 | 1 | 0 | 1 | 0 | 1 | 1 | 0 | 0 | X  | 4  |

- február 10., 9:00

| Sheet A            | Sheet A               | 1 | 2 | 3 | 4 | 5 | 6 | 7 | 8 | 9 | 10 | 11 | VE |
| 1. end utolsó köve | Japán (Curuga)        | 0 | 1 | 0 | 1 | 1 | 0 | 1 | 1 | 0 | 0  | 1  | 6  |
|                    | Svédország (Lindholm) | 0 | 0 | 1 | 0 | 0 | 1 | 0 | 0 | 3 | 0  | 0  | 5  |

- február 10., 19:00

| Sheet D            | Sheet D           | 1 | 2 | 3 | 4 | 5 | 6 | 7 | 8 | 9 | 10 | VE |
| 1. end utolsó köve | Svájc (Hürlimann) | 2 | 0 | 1 | 0 | 0 | 0 | 2 | 0 | 0 | X  | 5  |
|                    | Japán (Curuga)    | 0 | 0 | 0 | 0 | 2 | 0 | 0 | 0 | 1 | X  | 3  |

- február 11., 14:00

| Sheet A            | Sheet A              | 1 | 2 | 3 | 4 | 5 | 6 | 7 | 8 | 9 | 10 | VE |
| 1. end utolsó köve | Norvégia (Ramsfjell) | 0 | 1 | 0 | 0 | 0 | 1 | 1 | 1 | 0 | 1  | 5  |
|                    | Japán (Curuga)       | 1 | 0 | 0 | 1 | 0 | 0 | 0 | 0 | 1 | 0  | 3  |

- február 12., 9:00

| Sheet B            | Sheet B                   | 1 | 2 | 3 | 4 | 5 | 6 | 7 | 8 | 9 | 10 | VE |
|                    | Nagy-Britannia (Dryburgh) | 1 | 0 | 3 | 0 | 2 | 1 | 2 | 0 | 0 | X  | 9  |
| 1. end utolsó köve | Japán (Curuga)            | 0 | 2 | 0 | 2 | 0 | 0 | 0 | 0 | 1 | X  | 5  |

- február 12., 19:00

| Sheet D            | Sheet D                       | 1 | 2 | 3 | 4 | 5 | 6 | 7 | 8 | 9 | 10 | VE |
| 1. end utolsó köve | Japán (Curuga)                | 0 | 1 | 0 | 2 | 0 | 1 | 0 | 4 | 0 | X  | 8  |
|                    | Egyesült Államok (Somerville) | 0 | 0 | 1 | 0 | 2 | 0 | 2 | 0 | 1 | X  | 6  |

- február 13., 14:00

| Sheet B            | Sheet B            | 1 | 2 | 3 | 4 | 5 | 6 | 7 | 8 | 9 | 10 | VE |
| 1. end utolsó köve | Japán (Curuga)     | 2 | 0 | 0 | 0 | 1 | 1 | 0 | 1 | 0 | 2  | 7  |
|                    | Németország (Kapp) | 0 | 1 | 0 | 1 | 0 | 0 | 1 | 0 | 2 | 0  | 5  |

Rájátszás
- február 14., 9:00

| Sheet C            | Sheet C                       | 1 | 2 | 3 | 4 | 5 | 6 | 7 | 8 | 9 | 10 | VE |
|                    | Egyesült Államok (Somerville) | 0 | 0 | 1 | 0 | 0 | 3 | 0 | 0 | 0 | 1  | 5  |
| 1. end utolsó köve | Japán (Curuga)                | 1 | 0 | 0 | 0 | 1 | 0 | 0 | 2 | 0 | 0  | 4  |

| Csapat | Helyezés |
| ------ | -------- |
| Japán  | 5.       |

### Női
- Ókucu Majumi
- Kató Akiko
- Kondó Jukari
- Mimura Jóko
- Niva Akemi

#### Eredmények
Csoportkör
| Nemzet           | Szkip                | Gy | V |
| ---------------- | -------------------- | -- | - |
| Kanada           | Sandra Schmirler     | 6  | 1 |
| Svédország       | Elisabet Gustafson   | 6  | 1 |
| Dánia            | Helena Blach Lavrsen | 5  | 2 |
| Nagy-Britannia   | Kirsty Hay           | 4  | 3 |
| Japán            | Ókucu Majumi         | 2  | 5 |
| Norvégia         | Dordi Nordby         | 2  | 5 |
| Egyesült Államok | Lisa Schoeneberg     | 2  | 5 |
| Németország      | Andrea Schöpp        | 1  | 6 |

- február 9., 9:00

| Sheet D            | Sheet D              | 1 | 2 | 3 | 4 | 5 | 6 | 7 | 8 | 9 | 10 | VE |
|                    | Japán (Ókucu)        | 0 | 2 | 0 | 1 | 1 | 0 | 0 | 1 | 0 | X  | 5  |
| 1. end utolsó köve | Nagy-Britannia (Hay) | 1 | 0 | 0 | 0 | 0 | 1 | 2 | 0 | 3 | X  | 7  |

- február 9., 19:00

| Sheet B            | Sheet B              | 1 | 2 | 3 | 4 | 5 | 6 | 7 | 8 | 9 | 10 | VE |
| 1. end utolsó köve | Németország (Schöpp) | 0 | 0 | 1 | 0 | 0 | 1 | 0 | X | X | X  | 2  |
|                    | Japán (Ókucu)        | 1 | 3 | 0 | 1 | 1 | 0 | 3 | X | X | X  | 9  |

- február 10., 14:00

| Sheet C            | Sheet C            | 1 | 2 | 3 | 4 | 5 | 6 | 7 | 8 | 9 | 10 | VE |
| 1. end utolsó köve | Japán (Ókucu)      | 1 | 0 | 1 | 0 | 1 | 0 | 0 | 0 | 1 | X  | 4  |
|                    | Kanada (Schmirler) | 0 | 0 | 0 | 2 | 0 | 3 | 1 | 1 | 0 | X  | 7  |

- február 11., 9:00

| Sheet B            | Sheet B                | 1 | 2 | 3 | 4 | 5 | 6 | 7 | 8 | 9 | 10 | VE |
| 1. end utolsó köve | Japán (Ókucu)          | 2 | 0 | 2 | 0 | 0 | 1 | 0 | 1 | 0 | X  | 6  |
|                    | Svédország (Gustafson) | 0 | 1 | 0 | 0 | 3 | 0 | 4 | 0 | 4 | X  | 12 |

- február 11., 19:00

| Sheet A            | Sheet A           | 1 | 2 | 3 | 4 | 5 | 6 | 7 | 8 | 9 | 10 | VE |
| 1. end utolsó köve | Japán (Ókucu)     | 2 | 0 | 0 | 1 | 0 | 0 | 2 | 1 | 2 | X  | 8  |
|                    | Norvégia (Nordby) | 0 | 1 | 2 | 0 | 1 | 0 | 0 | 0 | 0 | X  | 4  |

- február 12., 14:00

| Sheet D            | Sheet D         | 1 | 2 | 3 | 4 | 5 | 6 | 7 | 8 | 9 | 10 | VE |
| 1. end utolsó köve | Dánia (Lavrsen) | 1 | 0 | 1 | 0 | 0 | 1 | 1 | 0 | 2 | X  | 6  |
|                    | Japán (Ókucu)   | 0 | 1 | 0 | 1 | 1 | 0 | 0 | 1 | 0 | X  | 4  |

- február 13., 9:00

| Sheet A            | Sheet A                        | 1 | 2 | 3 | 4 | 5 | 6 | 7 | 8 | 9 | 10 | VE |
| 1. end utolsó köve | Egyesült Államok (Schoeneberg) | 1 | 2 | 1 | 0 | 1 | 3 | 0 | 2 | X | X  | 10 |
|                    | Japán (Ókucu)                  | 0 | 0 | 0 | 0 | 0 | 0 | 2 | 0 | X | X  | 2  |

| Csapat | Helyezés |
| ------ | -------- |
| Japán  | 5.       |

## Északi összetett
| Versenyző                                               | Versenyszám | Síugrás | Síugrás | Síugrás    | Sífutás | Sífutás | Összesítés | Összesítés |
| Versenyző                                               | Versenyszám | Pont    | Hely.   | Időhátrány | Idő     | Hely.   | Idő        | Helyezés   |
| ------------------------------------------------------- | ----------- | ------- | ------- | ---------- | ------- | ------- | ---------- | ---------- |
| Mori Szatosi                                            | Egyéni      | 195,0   | 34.**   | +4:36      | 43:53,0 | 37.     | 48:29,0    | 38.        |
| Ogivara Kendzsi                                         | Egyéni      | 226,0   | 9.      | +1:30      | 41:12,2 | 13.     | 42:42,2    | 4.         |
| Kogava Dzsunicsi                                        | Egyéni      | 232,0   | 4.      | +0:54      | 44:42,8 | 42.     | 45:36,8    | 23.        |
| Ogivara Cugiharu                                        | Egyéni      | 232,5   | 3.      | +0:51      | 41:55,4 | 23.     | 42:46,4    | 6.         |
| Ogivara Cugiharu Mori Szatosi Tomii Gen Ogivara Kendzsi | Csapat      | 893,0   | 5.      | +0:21      | 55:57,8 | 7.      | 56:18,8    | 5.         |

** - két másik versenyzővel azonos eredményt ért el

## Gyorskorcsolya
Férfi
| Versenyző        | Versenyszám | 1. futam | 1. futam | 2. futam | 2. futam | Eredmény | Helyezés |
| Versenyző        | Versenyszám | Idő      | Hely.    | Idő      | Hely.    | Eredmény | Helyezés |
| ---------------- | ----------- | -------- | -------- | -------- | -------- | -------- | -------- |
| Aojanagi Tóru    | 1500 m      |          |          |          |          | 1:50,68  | 8.       |
| Horii Manabu     | 500 m       | 36,37    | 12.*     | 36,41    | 15.***   | 72,78    | 13.      |
| Horii Manabu     | 1000 m      |          |          |          |          | 1:12,40  | 17.*     |
| Imai Júszuke     | 1000 m      |          |          |          |          | 1:11,96  | 11.      |
| Imai Júszuke     | 1500 m      |          |          |          |          | 1:51,70  | 16.      |
| Jamakage Hiroaki | 500 m       | 36,61    | 19.      | 36,30    | 10.*     | 72,91    | 15.      |
| Kuroiva Tosijuki | 500 m       | 36,37    | 12.*     | 36,60    | 24.      | 72,97    | 16.*     |
| Noake Hirojuki   | 1000 m      |          |          |          |          | 1:12,68  | 25.      |
| Noake Hirojuki   | 1500 m      |          |          |          |          | 1:50,49  | 7.       |
| Noake Hirojuki   | 5000 m      |          |          |          |          | 6:51,35  | 25.      |
| Nozaki Takahiro  | 5000 m      |          |          |          |          | 6:42,30  | 17.      |
| Simizu Hirojaszu | 500 m       | 35,76    | 1.       | 35,59    | 1.       | 71,35    |          |
| Simizu Hirojaszu | 1000 m      |          |          |          |          | 1:11,00  |          |
| Sirahata Keidzsi | 1500 m      |          |          |          |          | 1:52,23  | 21.      |
| Sirahata Keidzsi | 5000 m      |          |          |          |          | 6:36,71  | 7.       |
| Sirahata Keidzsi | 10 000 m    |          |          |          |          | 13:57,45 | 14.      |

Női
| Versenyző       | Versenyszám | 1. futam | 1. futam | 2. futam | 2. futam | Eredmény | Helyezés |
| Versenyző       | Versenyszám | Idő      | Hely.    | Idő      | Hely.    | Eredmény | Helyezés |
| --------------- | ----------- | -------- | -------- | -------- | -------- | -------- | -------- |
| Kuszunosze Siho | 500 m       | 39,56    | 14.      | 39,24    | 8.       | 78,80    | 12.      |
| Kuszunosze Siho | 1000 m      |          |          |          |          | 1:18,82  | 11.      |
| Kuszunosze Siho | 1500 m      |          |          |          |          | 2:04,38  | 23.      |
| Munekata Noriko | 3000 m      |          |          |          |          | 4:20,72  | 18.      |
| Nemoto Nami     | 5000 m      |          |          |          |          | 7:36,77  | 15.      |
| Nozaki Csiharu  | 1500 m      |          |          |          |          | 2:02,78  | 15.      |
| Nozaki Csiharu  | 3000 m      |          |          |          |          | 4:19,60  | 17.      |
| Okazaki Tomomi  | 500 m       | 38,55    | 3.       | 38,55    | 3.       | 77,10    |          |
| Okazaki Tomomi  | 1000 m      |          |          |          |          | 1:18,27  | 7.       |
| Szanmija Eriko  | 500 m       | 39,25    | 12.      | 39,31    | 9.       | 78,56    | 11.      |
| Szanmija Eriko  | 1000 m      |          |          |          |          | 1:18,36  | 8.       |
| Simazaki Kjóko  | 500 m       | 38,75    | 4.       | 38,93    | 5.       | 77,68    | 5.       |
| Simazaki Kjóko  | 1000 m      |          |          |          |          | 1:20,49  | 22.      |
| Uehara Mie      | 1500 m      |          |          |          |          | 2:03,37  | 21.      |
| Uehara Mie      | 3000 m      |          |          |          |          | 4:17,92  | 14.      |
| Uehara Mie      | 5000 m      |          |          |          |          | 7:21,72  | 11.      |
| Tonoike Aki     | 1500 m      |          |          |          |          | 2:02,84  | 16.      |

* - egy másik versenyzővel azonos eredményt ért el

*** - három másik versenyzővel azonos eredményt ért el

## Jégkorong

### Férfi
| Japán nemzeti férfi jégkorongcsapat-játékoskeret | Japán nemzeti férfi jégkorongcsapat-játékoskeret | Japán nemzeti férfi jégkorongcsapat-játékoskeret |
| #                                                | Név                                              | Poszt                                            |
| ------------------------------------------------ | ------------------------------------------------ | ------------------------------------------------ |
| 1                                                | Ivaszaki Sinicsi                                 | K                                                |
| 27                                               | Nihei Dzsiró                                     | K                                                |
| 70                                               | Dusty Imoo                                       | K                                                |
| 2                                                | Miura Hirojuki                                   | V                                                |
| 3                                                | Kudó Acuo                                        | V                                                |
| 6                                                | Jamanaka Takesi                                  | V                                                |
| 7                                                | Kobori Takajuki                                  | V                                                |
| 9                                                | Katajama Tacuki                                  | V                                                |
| 11                                               | Kavagucsi Jutaka                                 | V                                                |
| 36                                               | Miura Takajuki                                   | V                                                |
| 12                                               | Steven Tsujiura                                  | T                                                |
| 13                                               | Szugiszava Akihito                               | T                                                |
| 15                                               | Ótomo Cucumi                                     | T                                                |
| 16                                               | Szakai Tosijuki                                  | T                                                |
| 22                                               | Kavahira Makato                                  | T                                                |
| 23                                               | Iga Júdzsi                                       | T                                                |
| 24                                               | Szakurai Kunihiko                                | T                                                |
| 30                                               | Jahata Sin                                       | T                                                |
| 31                                               | Macuura Hirosi                                   | T                                                |
| 40                                               | Fudzsita Kijosi                                  | T                                                |
| 47                                               | Matthew Kabayama                                 | T                                                |
| 71                                               | Ryan Kuwabara                                    | T                                                |
| 75                                               | Chris Yule                                       | T                                                |

- Posztok rövidítései: K – Kapus, V – Védő, T – Támadó

#### Eredmények
Selejtező
B csoport
| Csapat           | M | Gy | D | V | G+ | G– | Gk  | P |
| ---------------- | - | -- | - | - | -- | -- | --- | - |
| Fehéroroszország | 3 | 2  | 1 | 0 | 14 | 4  | +10 | 5 |
| Németország      | 3 | 2  | 0 | 1 | 7  | 9  | –2  | 4 |
| Franciaország    | 3 | 1  | 0 | 2 | 5  | 8  | –3  | 2 |
| Japán            | 3 | 0  | 1 | 2 | 5  | 10 | –5  | 1 |

| 1998. február 7. | Németország (GER) | 3 – 1 (0–0, 1–0, 2–1) | Japán | The Big Hat/ Aqua Wing Arena, Nagano Nézőszám: 9861 |

|  |  |  |  |  |
|  |  |  |  |  |
|  |  |  |  |  |
|  |  |  |  |  |

| 1998. február 9. | Japán (JPN) | 2 – 5 (2–1, 0–1, 0–3) | Franciaország | The Big Hat/ Aqua Wing Arena, Nagano Nézőszám: 9930 |

|  |  |  |  |  |
|  |  |  |  |  |
|  |  |  |  |  |
|  |  |  |  |  |

| 1998. február 10. | Japán (JPN) | 2 – 2 (1–1, 1–1, 0–0) | Fehéroroszország | The Big Hat/ Aqua Wing Arena, Nagano Nézőszám: 3659 |

|  |  |  |  |  |
|  |  |  |  |  |
|  |  |  |  |  |
|  |  |  |  |  |

A 13. helyért
| 1998. február 12. | Japán (JPN) | 4 – 3 (sz.) (1–2, 1–0, 1–1, 0–0, 1–0) | Ausztria | The Big Hat/ Aqua Wing Arena, Nagano Nézőszám: 9495 |

|  |  |  |  |  |
|  |  |  |  |  |
|  |  |  |  |  |
|  |  |  |  |  |

| Csapat | Helyezés |
| ------ | -------- |
| Japán  | 13.      |

### Női
| Japán nemzeti női jégkorongcsapat-játékoskeret | Japán nemzeti női jégkorongcsapat-játékoskeret | Japán nemzeti női jégkorongcsapat-játékoskeret |
| #                                              | Név                                            | Poszt                                          |
| ---------------------------------------------- | ---------------------------------------------- | ---------------------------------------------- |
| 1                                              | Oda Júka                                       | K                                              |
| 20                                             | Vatanabe Haruka                                | K                                              |
| 2                                              | Kondó Jóko                                     | V                                              |
| 3                                              | Szató Rie                                      | V                                              |
| 4                                              | Hatanaka Akiko                                 | V                                              |
| 5                                              | Szakuma Csie                                   | V                                              |
| 6                                              | Obikava Maiko                                  | V                                              |
| 8                                              | Josimi Naho                                    | V                                              |
| 9                                              | Szatomi Jukio                                  | V                                              |
| 7                                              | Ono Szatomi                                    | T                                              |
| 10                                             | Togava Juki                                    | T                                              |
| 11                                             | Araki Miharu                                   | T                                              |
| 12                                             | Szató Ajumi                                    | T                                              |
| 13                                             | Igarasi Micuko                                 | T                                              |
| 14                                             | Óno Jukari                                     | T                                              |
| 15                                             | Szató Maszako                                  | T                                              |
| 16                                             | Szudó Aki                                      | T                                              |
| 17                                             | Fudzsivara Siho                                | T                                              |
| 18                                             | Cucsida Aki                                    | T                                              |
| 19                                             | Naka Akiko                                     | T                                              |

- Posztok rövidítései: K – Kapus, V – Védő, T – Támadó

#### Eredmények
Csoportkör
| Csapat           | M | Gy | D | V | G+ | G– | Gk  | P  |
| ---------------- | - | -- | - | - | -- | -- | --- | -- |
| Egyesült Államok | 5 | 5  | 0 | 0 | 33 | 7  | +26 | 10 |
| Kanada           | 5 | 4  | 0 | 1 | 28 | 12 | +16 | 8  |
| Finnország       | 5 | 3  | 0 | 2 | 27 | 10 | +17 | 6  |
| Kína             | 5 | 2  | 0 | 3 | 10 | 15 | –5  | 4  |
| Svédország       | 5 | 1  | 0 | 4 | 10 | 21 | –11 | 2  |
| Japán            | 5 | 0  | 0 | 5 | 2  | 45 | –43 | 0  |

| 1998. február 8. | Kanada (CAN) | 13 – 0 (3–0, 6–0, 4–0) | Japán | Nagano |

|  |  |  |  |  |
|  |  |  |  |  |
|  |  |  |  |  |
|  |  |  |  |  |

| 1998. február 9. | Finnország (FIN) | 11 – 1 (2–0, 3–0, 6–1) | Japán | Nagano |

|  |  |  |  |  |
|  |  |  |  |  |
|  |  |  |  |  |
|  |  |  |  |  |

| 1998. február 11. | Japán (JPN) | 1 – 6 (0–0, 0–3, 1–3) | Kína | Nagano |

|  |  |  |  |  |
|  |  |  |  |  |
|  |  |  |  |  |
|  |  |  |  |  |

| 1998. február 12. | Egyesült Államok (USA) | 10 – 0 (5–0, 2–0, 3–0) | Japán | Nagano |

|  |  |  |  |  |
|  |  |  |  |  |
|  |  |  |  |  |
|  |  |  |  |  |

| 1998. február 14. | Japán (JPN) | 0 – 5 (0–2, 0–2, 0–1) | Svédország | Nagano |

|  |  |  |  |  |
|  |  |  |  |  |
|  |  |  |  |  |
|  |  |  |  |  |

| Csapat | Helyezés |
| ------ | -------- |
| Japán  | 6.       |

## Műkorcsolya
| Versenyző            | Versenyszám  | Rövid program     | Rövid program | Rövid program | Kűr               | Kűr   | Kűr         | Összesítés         | Összesítés |
| Versenyző            | Versenyszám  | Több. hely. száma | Hely.         | Hely. pont.   | Több. hely. száma | Hely. | Hely. pont. | Helyezési pontszám | Helyezés   |
| -------------------- | ------------ | ----------------- | ------------- | ------------- | ----------------- | ----- | ----------- | ------------------ | ---------- |
| Honda Takesi         | Férfi egyéni | 5×17+             | 18.           | 9,0           | 7×12+             | 12.   | 12,0        | 21,0               | 15.        |
| Tamura Jamato        | Férfi egyéni | 5×13+             | 15.           | 7,5           | 5×16+             | 17.   | 17,0        | 24,5               | 17.        |
| Arakava Sizuka       | Női egyéni   | 5×13+             | 14.           | 7,0           | 5×13+             | 14.   | 14,0        | 21,0               | 13.        |
| Arai Marie Amano Sin | Páros        | 9×20+             | 20.           | 10,0          | 9×20+             | 20.   | 20,0        | 30,0               | 20.        |

| Versenyző               | Versenyszám | Kötelező tánc 1   | Kötelező tánc 1 | Kötelező tánc 1 | Kötelező tánc 2   | Kötelező tánc 2 | Kötelező tánc 2 | Eredeti (original) tánc | Eredeti (original) tánc | Eredeti (original) tánc | Kűr               | Kűr   | Kűr         | Összesítés         | Összesítés |
| Versenyző               | Versenyszám | Több. hely. száma | Hely.           | Hely. pont.     | Több. hely. száma | Hely.           | Hely. pont.     | Több. hely. száma       | Hely.                   | Hely. pont.             | Több. hely. száma | Hely. | Hely. pont. | Helyezési pontszám | Helyezés   |
| ----------------------- | ----------- | ----------------- | --------------- | --------------- | ----------------- | --------------- | --------------- | ----------------------- | ----------------------- | ----------------------- | ----------------- | ----- | ----------- | ------------------ | ---------- |
| Kavai Aja Tanaka Hirosi | Jégtánc     | 6×22+             | 21.             | 4,2             | 5×22+             | 23.             | 4,6             | 8×23+                   | 23.                     | 13,8                    | 7×23+             | 23.   | 23,0        | 45,6               | 23.        |

## Rövidpályás gyorskorcsolya
Férfi
| Versenyző                                                | Versenyszám  | Előfutam | Előfutam | Negyeddöntő   | Negyeddöntő   | Elődöntő | Elődöntő | B döntő  | B döntő | Döntő   | Döntő   | Helyezés |
| Versenyző                                                | Versenyszám  | Idő      | Hely.    | Idő           | Hely.         | Idő      | Hely.    | Idő      | Hely.   | Idő     | Hely.   | Helyezés |
| -------------------------------------------------------- | ------------ | -------- | -------- | ------------- | ------------- | -------- | -------- | -------- | ------- | ------- | ------- | -------- |
| Nisitani Takafumi                                        | 500 m        | 43,348   | 2.       | 42,980        | 2.            | 42,756   | 1.       |          |         | 42,862  | 1.      |          |
| Tamura Naoja                                             | 1000 m       | 1:31,168 | 1.       | 1:29,509      | 1.            | 1:42,908 | 4.       | 1:32,927 | 1.      |         |         | 5.       |
| Terao Szatoru                                            | 500 m        | 42,948   | 1.       | 1:05,470      | 4.            | kiesett  | kiesett  | kiesett  | kiesett | kiesett | kiesett | 13.      |
| Terao Szatoru                                            | 1000 m       | 1:35,323 | 2.       | 1:29,398      | 1.            | 1:32,636 | 5.       | kiesett  | kiesett | kiesett | kiesett | 9.       |
| Uemacu Hitosi                                            | 500 m        | 43,428   | 2.       | 43,657        | 2.            | 43,697   | 1.       |          |         | 43,713  | 3.      |          |
| Uemacu Hitosi                                            | 1000 m       | 1:30,466 | 1.       | nem ért célba | nem ért célba | kiesett  | kiesett  | kiesett  | kiesett | kiesett | kiesett | 15.      |
| Terao Szatoru Tamura Naoja Kodera Takehiro Sinohara Júgo | 5000 m váltó |          |          |               |               | 7:17,223 | 4.       | 7:01,660 | 1.      |         |         | 5.       |

Női
| Versenyző                                                 | Versenyszám  | Előfutam | Előfutam | Negyeddöntő | Negyeddöntő | Elődöntő | Elődöntő | B döntő  | B döntő | Döntő    | Döntő   | Helyezés |
| Versenyző                                                 | Versenyszám  | Idő      | Hely.    | Idő         | Hely.       | Idő      | Hely.    | Idő      | Hely.   | Idő      | Hely.   | Helyezés |
| --------------------------------------------------------- | ------------ | -------- | -------- | ----------- | ----------- | -------- | -------- | -------- | ------- | -------- | ------- | -------- |
| Ozava Szacsi                                              | 1000 m       | 1:35,275 | 2.       | 1:37,493    | 3.          | kiesett  | kiesett  | kiesett  | kiesett | kiesett  | kiesett | 10.      |
| Tanaka Csikage                                            | 500 m        | 46,786   | 1.       | 56,798      | 3.          | 46,497   | 5.       | kiesett  | kiesett | kiesett  | kiesett | 9.       |
| Tanaka Csikage                                            | 1000 m       | 1:39,822 | 2.       | 1:36,570    | 4.          | kiesett  | kiesett  | kiesett  | kiesett | kiesett  | kiesett | 15.      |
| Tesigavara Ikue                                           | 500 m        | 47,354   | 1.       | 52,693      | 3.          | 45,736   | 3.       | 46,889   | 4.      |          |         | 6.       |
| Tesigavara Ikue                                           | 1000 m       | 1:35,964 | 1.       | 1:38,446    | 2.          | 1:35,266 | 3.       | 1:37,693 | 2.      |          |         | 5.       |
| Cubaki Ajako                                              | 500 m        | 46,950   | 4.       | kiesett     | kiesett     | kiesett  | kiesett  | kiesett  | kiesett | kiesett  | kiesett | 25.      |
| Tesigavara Ikue Tanaka Csikage Jamada Nobuko Ozava Szacsi | 3000 m váltó |          |          |             |             | 4:24,087 | 1.       |          |         | 4:30,612 | 4.      | 4.       |

## Síakrobatika
Ugrás
| Versenyző    | Versenyszám | Selejtező | Selejtező | Döntő   | Döntő    |
| Versenyző    | Versenyszám | Pont      | Helyezés  | Pont    | Helyezés |
| ------------ | ----------- | --------- | --------- | ------- | -------- |
| Andó Kazuaki | Férfi       | 135,12    | 23.       | kiesett | kiesett  |

Mogul
| Versenyző          | Versenyszám | Selejtező | Selejtező | Döntő   | Döntő    |
| Versenyző          | Versenyszám | Pont      | Helyezés  | Pont    | Helyezés |
| ------------------ | ----------- | --------- | --------- | ------- | -------- |
| Hara Daigó         | Férfi       | 24,04     | 16.       | 12,13   | 15.      |
| Miura Góta         | Férfi       | 24,14     | 15.       | 23,06   | 13.      |
| Szakamoto Takehiro | Férfi       | 8,68      | 30.       | kiesett | kiesett  |
| Cukita Júgo        | Férfi       | 23,81     | 18.       | kiesett | kiesett  |
| Szatoja Tae        | Női         | 22,29     | 11.       | 25,06   |          |
| Uemura Aiko        | Női         | 21,82     | 13.       | 23,79   | 7.       |

## Sífutás
Férfi
| Versenyző                                                        | Versenyszám         | Eredmény  | Helyezés |
| ---------------------------------------------------------------- | ------------------- | --------- | -------- |
| Ebiszava Kacuhito                                                | 10 km               | 29:30,0   | 34.      |
| Ebiszava Kacuhito                                                | 15 km üldözőverseny | 42:46,0   | 21.      |
| Ebiszava Kacuhito                                                | 30 km               | 1:40:48,0 | 27.      |
| Ebiszava Kacuhito                                                | 50 km               | 2:18:52,5 | 39.      |
| Horigome Micuo                                                   | 10 km               | 29:44,8   | 36.      |
| Horigome Micuo                                                   | 15 km üldözőverseny | 42:47,1   | 22.      |
| Horigome Micuo                                                   | 50 km               | 2:17:09,2 | 32.      |
| Imai Hirojuki                                                    | 10 km               | 28:51,5   | 19.      |
| Imai Hirojuki                                                    | 15 km üldözőverseny | 43:31,0   | 28.      |
| Imai Hirojuki                                                    | 30 km               | 1:40:40,9 | 24.      |
| Imai Hirojuki                                                    | 50 km               | 2:16:49,5 | 30.      |
| Kozu Maszaaki                                                    | 10 km               | 29:23,1   | 29.      |
| Kozu Maszaaki                                                    | 15 km üldözőverseny | 42:59,9   | 24.      |
| Kozu Maszaaki                                                    | 30 km               | 1:48:15,3 | 56.      |
| Nagahama Kazutosi                                                | 30 km               | 1:42:58,7 | 42.      |
| Nagahama Kazutosi                                                | 50 km               | 2:17:24,4 | 33.      |
| Ebiszava Kacuhito Imai Hirojuki Horigome Micuo Nagahama Kazutosi | 4 × 10 km váltó     | 1:43:06,7 | 7.       |

Női
| Versenyző                                                 | Versenyszám         | Eredmény  | Helyezés |
| --------------------------------------------------------- | ------------------- | --------- | -------- |
| Aoki Fumiko                                               | 5 km                | 19:04,8   | 31.      |
| Aoki Fumiko                                               | 10 km üldözőverseny | 31:50,1   | 29.      |
| Aoki Fumiko                                               | 15 km               | 51:53,7   | 37.      |
| Furuszava Midori                                          | 30 km               | 1:33:16,2 | 38.      |
| Ótaka Tomomi                                              | 5 km                | 19:28,8   | 46.      |
| Ótaka Tomomi                                              | 10 km üldözőverseny | 33:21,9   | 48.      |
| Szató Emiko                                               | 15 km               | 54:11,1   | 54.      |
| Jokojama Kumiko                                           | 5 km                | 19:34,5   | 50.      |
| Jokojama Kumiko                                           | 10 km üldözőverseny | 33:07,0   | 46.      |
| Jokojama Kumiko                                           | 15 km               | 51:48,7   | 34.      |
| Jokojama Kumiko                                           | 30 km               | 1:33:19,7 | 39.      |
| Jokojama Szumiko                                          | 5 km                | 18:55,1   | 25.      |
| Jokojama Szumiko                                          | 10 km üldözőverseny | 31:04,2   | 25.      |
| Jokojama Szumiko                                          | 15 km               | 50:55,3   | 24.      |
| Jokojama Szumiko                                          | 30 km               | 1:32:04,3 | 32.      |
| Ótaka Tomomi Jokojama Szumiko Aoki Fumiko Jokojama Kumiko | 4 × 5 km váltó      | 58:22,8   | 10.      |

## Síugrás
| Versenyző                                                     | Versenyszám | 1. ugrás | 1. ugrás | 2. ugrás | 2. ugrás | Összesítés | Összesítés |
| Versenyző                                                     | Versenyszám | Pont     | Hely.    | Pont     | Hely.    | Pont       | Helyezés   |
| ------------------------------------------------------------- | ----------- | -------- | -------- | -------- | -------- | ---------- | ---------- |
| Szaitó Hiroja                                                 | Normálsánc  | 110,5    | 7.       | 103,0    | 14.      | 213,5      | 9.         |
| Szaitó Hiroja                                                 | Nagysánc    | 79,5     | 47.      | kiesett  | kiesett  | kiesett    | kiesett    |
| Funaki Kazujosi                                               | Normálsánc  | 114,0    | 4.       | 119,5    | 2.       | 233,5      |            |
| Funaki Kazujosi                                               | Nagysánc    | 129,8    | 4.       | 142,5    | 1.       | 272,3      |            |
| Kaszai Noriaki                                                | Normálsánc  | 113,5    | 5.       | 108,0    | 7.       | 221,5      | 7.         |
| Harada Maszahiko                                              | Normálsánc  | 121,0    | 1.       | 107,5    | 8.       | 228,5      | 5.         |
| Harada Maszahiko                                              | Nagysánc    | 117,0    | 6.       | 141,3    | 2.       | 258,3      |            |
| Okabe Takanobu                                                | Nagysánc    | 134,0    | 2.       | 116,1    | 17.      | 250,1      | 6.         |
| Okabe Takanobu Szaitó Hiroja Harada Maszahiko Funaki Kazujosi | Csapat      | 397,1    | 4.       | 535,9    | 1.       | 933,0      |            |

## Snowboard
Halfpipe
| Versenyző        | Versenyszám | 1. selejtező | 1. selejtező | 2. selejtező | 2. selejtező | Döntő      | Döntő      | Döntő   | Helyezés |
| Versenyző        | Versenyszám | Pont         | Hely.        | Pont         | Hely.        | 1. forduló | 2. forduló | Össz.   | Helyezés |
| ---------------- | ----------- | ------------ | ------------ | ------------ | ------------ | ---------- | ---------- | ------- | -------- |
| Imai Takamasza   | Férfi       | 24,4         | 35.          | 24,4         | 28.          | kiesett    | kiesett    | kiesett | 36.      |
| Nisida Takasi    | Férfi       | 32,2         | 28.          | 33,4         | 20.          | kiesett    | kiesett    | kiesett | 28.      |
| Takagaki Makoto  | Férfi       | 34,6         | 20.          | 32,2         | 22.          | kiesett    | kiesett    | kiesett | 30.      |
| Vatanabe Sinicsi | Férfi       | 35,7         | 15.          | 29,1         | 26.          | kiesett    | kiesett    | kiesett | 34.      |
| Takejama Kaori   | Női         | 23,5         | 23.          | 22,7         | 18.*         | kiesett    | kiesett    | kiesett | 22.      |
| Josikava Juri    | Női         | 25,6         | 20.          | 24,9         | 16.          | kiesett    | kiesett    | kiesett | 20.      |

Giant slalom
| Versenyző     | Versenyszám | 1. futam | 1. futam | 2. futam | 2. futam | Összesítés | Összesítés |
| Versenyző     | Versenyszám | Idő      | Hely.    | Idő      | Hely.    | Idő        | Helyezés   |
| ------------- | ----------- | -------- | -------- | -------- | -------- | ---------- | ---------- |
| Uesima Sinobu | Női         | 1:16,88  | 14.      | 1:11,17  | 16.      | 2:28,05    | 15.        |

* - egy másik versenyzővel azonos eredményt ért el

## Szánkó
| Versenyző                   | Versenyszám | 1. futam | 1. futam | 2. futam | 2. futam | 3. futam | 3. futam | 4. futam | 4. futam | Összesítés | Összesítés |
| Versenyző                   | Versenyszám | Idő      | Hely.    | Idő      | Hely.    | Idő      | Hely.    | Idő      | Hely.    | Idő        | Helyezés   |
| --------------------------- | ----------- | -------- | -------- | -------- | -------- | -------- | -------- | -------- | -------- | ---------- | ---------- |
| Usidzsima Sigeaki           | Férfi egyes | 50,747   | 20.      | 50,405   | 17.      | 50,716   | 19.      | 50,435   | 15.      | 3:22,303   | 16.        |
| Jamada Eriko                | Női egyes   | 53,494   | 26.      | 53,015   | 25.      | 51,595   | 14.      | 51,319   | 15.      | 3:29,423   | 21.        |
| Kobajasi Jumie              | Női egyes   | 52,829   | 23.      | 53,025   | 26.      | 52,198   | 22.      | 52,718   | 26.      | 3:30,770   | 25.        |
| Janagiszava Sino            | Női egyes   | 52,762   | 22.      | 52,706   | 24.      | 52,243   | 24.      | 52,123   | 23.      | 3:29,834   | 23.        |
| Szaszaki Acusi Takahasi Kei | Kettes      | 51,541   | 13.      | 51,835   | 14.      |          |          |          |          | 1:43,376   | 14.        |